# 温迪希施泰格
温迪希施泰格是奥地利下奥地利州塔亚河畔魏德霍芬县的一个市镇。总面积25.49平方公里，总人口1054人，人口密度41.3人/平方公里（2005年）。